# Rovaniemen keskuskenttä
El Rovaniemen keskuskenttä es un estadio multiusos ubicado en la ciudad de Rovaniemi, en Laponia, Finlandia, utilizado especialmente para partidos de fútbol, entrenamientos de fútbol y clases de deporte para colegios y guarderías cercanas. Durante el invierno hay una pista de esquí para jóvenes esquiadores. El estadio fue inaugurado en 1953 y es el campo del club RoPS Rovaniemi, que disputa la Veikkausliiga, la máxima categoría del fútbol finlandés.
El estadio tiene una capacidad cubierta de 2.800 asientos, distribuidos en dos gradas. La capacidad de la tribuna principal es de 2000 asientos, y la segunda tribuna tiene 800 plazas. La capacidad total es para más de 5.000 personas. Para correr hay tres pistas, con una cuarta pista frente a la tribuna principal. Los carriles son de color verde.
El estadio cuenta con una nueva iluminación con capacidad de 1000 lux instalada en 2008. Durante el verano de 2009, el campo de césped fue reemplazado por césped artificial de tercera generación con calefacción subterránea. El coste de la renovación del estadio hasta el momento asciende a 1,5 millones de euros. Durante la excavación de la cancha de césped en junio de 2009, se descubrió del suelo un proyectil de artillería alemán de 105 milímetros de la época de la Segunda Guerra Mundial. El Regimiento de Defensa Aérea de Laponia retiró rápidamente el proyectil y posteriormente lo detonó de forma segura. La nueva tribuna principal se construyó en 2014-2015. La reinauguración oficial tuvo lugar el 10 de julio del año 2015 ante 4768 espectadores en un partido entre el cuadro local contra los campeones HJK Helsinki (2-1).
El récord de asistencia de 8.543 personas se logró durante el partido de la Copa de Campeones de Copa de la UEFA entre el RoPS y el KS Vllaznia Shkodër albanés el 4 de noviembre de 1987. En la liga nacional el récord de asistencia fue de 5.471 espectadores, durante el partido entre el RoPS y el HJK Helsinki en 1981.